# Cantó de Cléry-Saint-André
El cantó de Cléry-Saint-André és un cantó francès del departament de Loiret, situat al districte d'Orleans. Té 5 municipis i el cap és Cléry-Saint-André.

## Municipis
- Cléry-Saint-André
- Dry
- Jouy-le-Potier
- Mareau-aux-Prés
- Mézières-lez-Cléry

## Història
| Data d'elecció                           | Identitat          | Partit                                 | Qualitat |
| ---------------------------------------- | ------------------ | -------------------------------------- | -------- |
| 1945-19..                                | M. de Courson      | Divers droite                          |          |
| 19..-1970                                | M. Montigny        | RGR                                    |          |
| 1970-198.                                | Jacques de Tristan | Divers droite                          |          |
| 198.-1996                                | Michel Bridart     | Divers droite                          |          |
| 1996-                                    | Clément Oziel      | divers droite, després DL, després UMP |          |
| les dades anteriors no són pas conegudes |                    |                                        |          |
|                                          |                    |                                        |          |

## Demografia
| A partir de 1990: Població sense dobles comptes |